# Alba de Gloria
Alba de Gloria (originalment Alba de Groria) és un conegut discurs d'Alfonso Daniel Rodríguez Castelao pronunciat el 25 de juliol de 1948 amb motiu de la celebració del Dia de la Patria Gallega al Centre Gallec de Buenos Aires. La prèdica es va publicar aquell mateix mes al número 463 a la revista A Nosa Terra i l'autor va manifestar que la va començar a escriure un any abans, el 1947, a Marsella (França) i que formen part del llibre pòstum de Castelao Sempre en Galiza.
El títol Alba de Gloria amb què es va publicar l'obra el 1951 probablement no va ser escollit per l'autor, sinó per Eduardo Blanco Amor, que va ser qui en va fer la traducció al castellà.
El 2018 amb motiu de l'aniversari del discurs el Consello da Cultura Galega va organitzar una exposició sobre ell.

## Significat
Castelao va escriure aquest discurs durant el seu exili després de la Guerra Civil espanyola. El tall històric que dona l'autor al seu text va més enllà de la celebració d'un 25 de juliol concret i és vist pel nacionalisme gallec com el document que millor reflecteix les aspiracions i ideals d'aquest moviment polític i com un text important per entendre l'exili gallec de la postguerra.

## Estructura
Alba de Gloria és una peça d'oratòria el tema principal de la qual és el contrast entre la Història i la Tradició. Sobre les versions del discurs destaquen dues estructures diferents; la primera, llegida el 25 de juliol de 1948 a Buenos Aires, i una segona versió que es va començar a treballar el 1945 però que va ser publicada a la reedició pòstuma de l'assaig Sempre en Galiza el 1961.
L'estructura de l'edició de 1948 és la següent:
1. Evocació de l'alba del dia 25 de juliol, festa de l'apòstol sant Jaume i Dia de Galícia.
2. La Santa Compaña dels gallecs immortals.
3. Reflexió sobre la Història i la Tradició.
4. Exaltació del poble com a llumetes.
5. Tancament amb referències a la nostàlgia dels emigrats.

A l'edició del 1961 es va mantenir l'homenatge que Castelao va oferir a Alexandre Bóveda i a la resta de màrtirs de 1936, que l'autor havia retallat al discurs argentí.

## Gallecs il·lustres citats a Alba de Gloria
A la santa Compaña dels gallecs immortals Castelao cita alguns personatges destacats de la història gallega i crea una imatge física dels mateixos a través de la descripció de la roba que vesteixen i als objectes que porten a les mans. Els afegits iconogràfics estan dotats d'una gran càrrega simbòlica i les personalitats en conjunt generen un quadre grandiós que reforça la càrrega ideològica del discurs. Així mateix, l'autor aprofita aquest espai del discurs per reivindicar tot de personatges històrics que havien estat oblidats o malinterpretats.
Els gallecs individuats presents a la santa Compaña dels Immortals a l'edició de 1948 són els següents:
- Priscil·lià, bisbe fundador del priscil·lianisme i executat per heretgia.
- Teodosi I el Gran, emperador romà.
- Damas I, papa de Roma.
- Eteria, monja , escriptora i viatgera.
- Pau Orosi, historiador i teòleg cristià.
- Hidaci, bisbe d'Ossonoba.
- Pere de Mezonzo, bisbe d'Iria i sant.
- Rossend de Celanova, abat del monestir de Celanova i bisbe.
- Diego Gelmírez (o Xelmírez), bisbe de Santiago de Compostel·la que promocionà el pelegrinatge europeu a la catedral.
- Alfons VII de Lleó, rei de Galícia.
- Pedro Froilaz, comte de Traba i mestre d'Alfons VII.
- Mestre Mateo, arquitecte i escultor del Pòrtic de la Glòria i la cripta de la catedral de Santiago de Compostel·la.
- Bernal de Bonaval, trobador gallec i un dels primers en fer servir el galaicoportuguès a les seves obres.
- Airas Nunes, clergue i trobador.
- Afonso Eanes do Coton, trobador de la cort de Ferran III i Alfons X.
- Pero da Ponte, poeta i escuder.
- Pero Meogo, trobador.
- Johan Garcia de Guilhade, trobador de la cort d'Alfons X de Castella.
- Meendinho, trobador de cantigas de amigo.
- Johan Airas, trobador amb una extensa obra conservada.
- Martín Codax, joglar.
- Paio Gomes Chariño, poeta i senyor de Rianxo.
- Macías O Namorado, joglar.
- Agnès de Castro, reina consort de Portugal a títol pòstum.
- Juana de Castro, esposa del rei Pere I el Cruel.
- Fernán Pérez de Andrade o Andrade O Boo, cavaller i primer senyor de Pontedeume.
- Pedro Álvarez de Soutomaior o Pedro Madruga, vescomte de Tui, mariscal de Baiona i comte de Caminha.
- Pero Pardo de Cela, mariscal de camp i noble.
- Alonso de Fonseca y Ulloa, bisbe d'Àvila, administrador de Santiago de Compostel·la i conseller del rei Enric IV de Castella.
- Alonso II de Fonseca i Acevedo, arquebisbe de Santiago de Compostel·la
- Alonso III de Fonseca i Acevedo, arquebisbe de Santiago de Compostel·la.
- Vasco da Ponte, historiador i genealogista autor de la Relación dalgunhas casas e liñaxes do Reino de Galiza.
- Roi Xordo, gentilhome i capità d'una de les tropes dels Irmandiños.
- Pedro Sarmiento de Gamboa, navegant, explorador i científic que contribuí al descobriment de les Illes Salomó.
- Gonzalo García de Nodal, navegant enviat per Felip II a reconéixer l'estret de Magallanes i l'estret de sant Vicent.
- Bartolomé García de Nodal, navegant enviat per Felip II a reconéixer l'estret de Magallanes i l'estret de sant Vicent.
- Francisco Sánchez, l'Escèptic, filòsof, metge i matemàtic.
- Francisco Ruiz de Castro, comte de Lemos i virrei de Nàpols i Sicília.
- Juan de Zúñiga i Requeséns, ambaixador de Felip II a Roma i virrei i capità general del regne de Nàpols.
- Pedro de Zúñiga i de la Cueva, noble i ambaixador de Felip III al regne d'Anglaterra.
- Diego Sarmiento de Acuña, comte de Gondomar i ambaixador de Felip III a Anglaterra.
- Francisco de Moure, escultor manierista i barroc.
- Xosé Ferreiro, escultor neoclàssic d'imatges religioses.
- Domingo Antonio de Andrade, arquitecte i autor de la torre del rellotge de la catedral de Santiago de Compostel·la, entre altres obres.
- Fernando de Casas Novoa, arquitecte de la façana de l'obradorio de la catedral de Santiago de Compostel·la.
- Fra Martín Sarmiento, frare benedictí, erudit i fundador de la filologia gallega.
- Benito Jerónimo Feijoo, erudit, escriptor i filòsof pioner de la il·lustració espanyola.
- Nicómedes Pastor Díaz, escriptor, periodista i polític del Romanticisme.
- Francisco Añón Paz, periodista i poeta precursor del Rexurdimento.
- Rosalia de Castro, poeta i novel·lista autora de l'obra fundacional del Rexurdimento, Cantares Gallegos (1863).
- Eduardo Pondal, escriptor, fundador de la Real Academia Galega i autor del poema en què s'inspira l'himne de Galícia.
- Manuel Curros Enríquez, escriptor i promotor del Rexurdimento.
- Valentín Lamas Carvajal, poeta i fundador de la Real Academia Galega.
- Benito Vicetto, periodista i historiador de Galícia autor dels set volums de la Historia de Galicia (1865).
- Manuel Murguía, historiador, teoritzador del galleguisme polític i primer president de la Real Academia Galega.
- Antonio López Ferreiro, autor pioner en la novel·la històrica gallega.
- Antolín Faraldo Asorey, escriptor i periodista i pare del moviment provincialista gallec.
- Alfredo Brañas, escriptor i ideòleg del regionalisme gallec.
- Concepción Arenal, escriptora, precursora del treball social i el feminisme a Espanya.
- Emilia Pardo Bazán, escriptora, assagista i feminista.
- Ramón María del Valle-Inclán, dramaturg i nove·lista modernista.